# جوسيبا غارمينديا
جوسيبا غارمينديا (بالإسبانية: Joseba Garmendia)، من مواليد 4 أكتوبر 1985 في باسواري في إسبانيا، لاعب كرة قدم إسباني.
بدأ مسيرته الكروية مع نادي باسكونيا في موسم 2003/2004، وشارك معهم في 36 مباراة وسجل 9 أهداف، وفي عام 2004 انتقل إلى نادي بلباو أثلتك، ولعب معهم حتى عام 2006، وشارك معهم في 20 مباراة وسجل 3 أهداف، ومنذ عام 2006 وهو يلعب مع نادي أثلتك بلباو.

## روابط خارجية
- جوسيبا غارمينديا على موقع قاعدة بيانات كرة القدم.إي يو (الإنجليزية)
- جوسيبا غارمينديا على موقع Soccerway.com (الإنجليزية)
- جوسيبا غارمينديا على موقع عالم كرة القدم.نت (الإنجليزية)
- جوسيبا غارمينديا على موقع AS.com (الإسبانية)